# Hypericum campestre
Hypericum campestre är en johannesörtsväxtart. Hypericum campestre ingår i släktet johannesörter, och familjen johannesörtsväxter.

## Underarter
Arten delas in i följande underarter:
- H. c. campestre
- H. c. pauciflorum
- H. c. tenue